# لورانس مورلي
لورانس مورلي هو جيولوجي كندي، ولد في 19 فبراير 1920 في تورونتو في كندا، وتوفي في 22 أبريل 2013 في Leith, Ontario ‏ في كندا.